# Jitomir
Jitomir (em ucraniano: Житомир, transl. Jytomyr; em russo: Житомир, transl. Jitomir; em polaco: Żytomierz) é uma cidade na Ucrânia com cerca de 271 200 habitantes (dados de 2004).

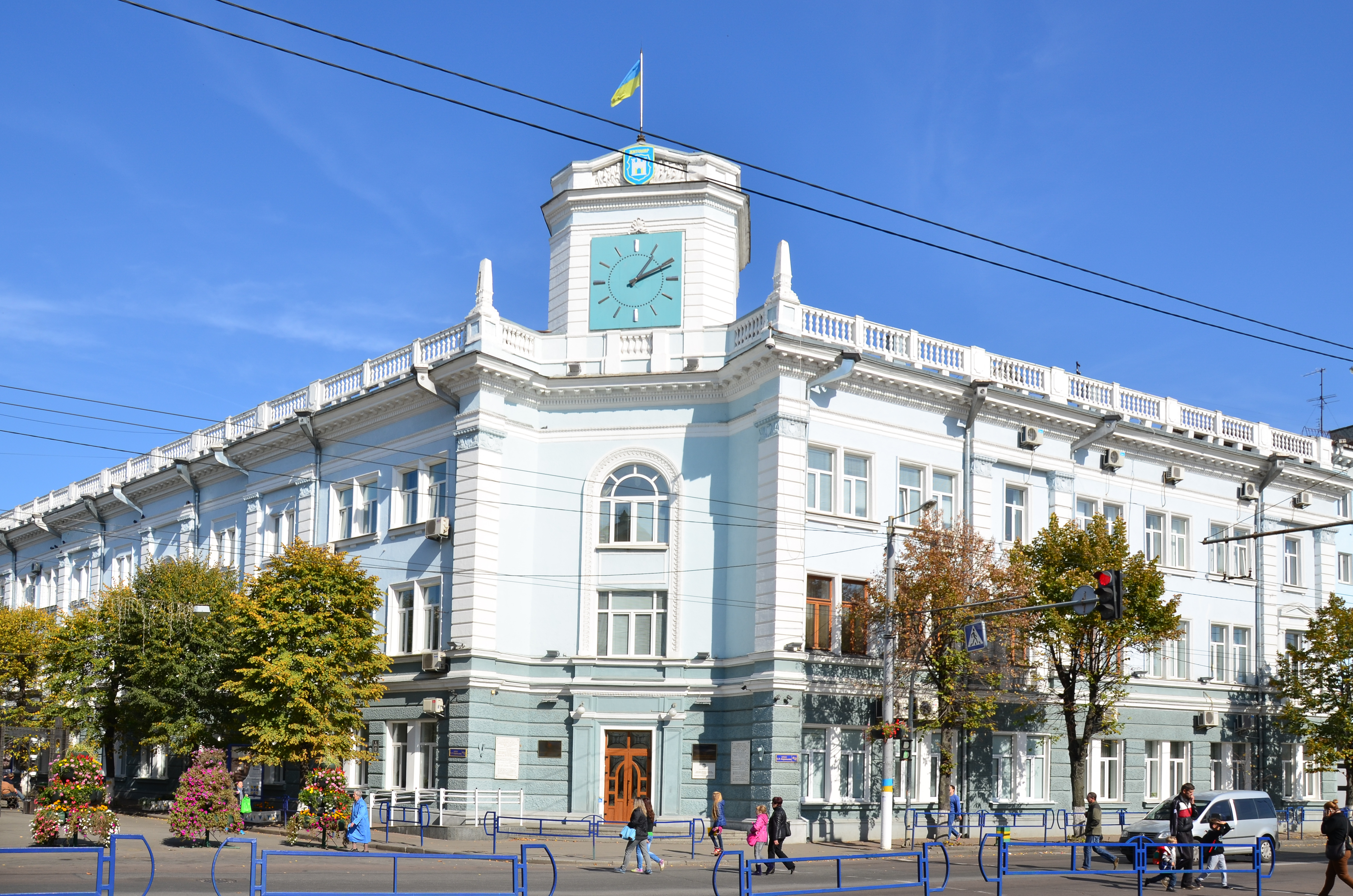
Jitomir.

A cidade é também um importante centro de transporte; localiza-se numa rota histórica que ligava Kiev com a Europa ocidental passando por Brest. Hoje liga Varsóvia com Kiev e Minsk com Izmail e outras importantes cidades ucranianas.
De 1333 parte da Lituânia, de 1569 da Polônia (sob o nome de Żytomierz). Foi a cidade real do Reino da Polônia, que pertenceu administrativamente à Voivodia de Quieve, a partir de 1667, era sua capital. Capturado pela Império Russo na segunda partilha da Polônia em 1793.
É também terra natal do empresário de comunicações brasileiro Adolfo Bloch, fundador da extinta Rede Manchete de Televisão; do escritor russo Vladimir Korolenko e do engenheiro aeroespacial soviético Sergei Korolev.

## Imagens

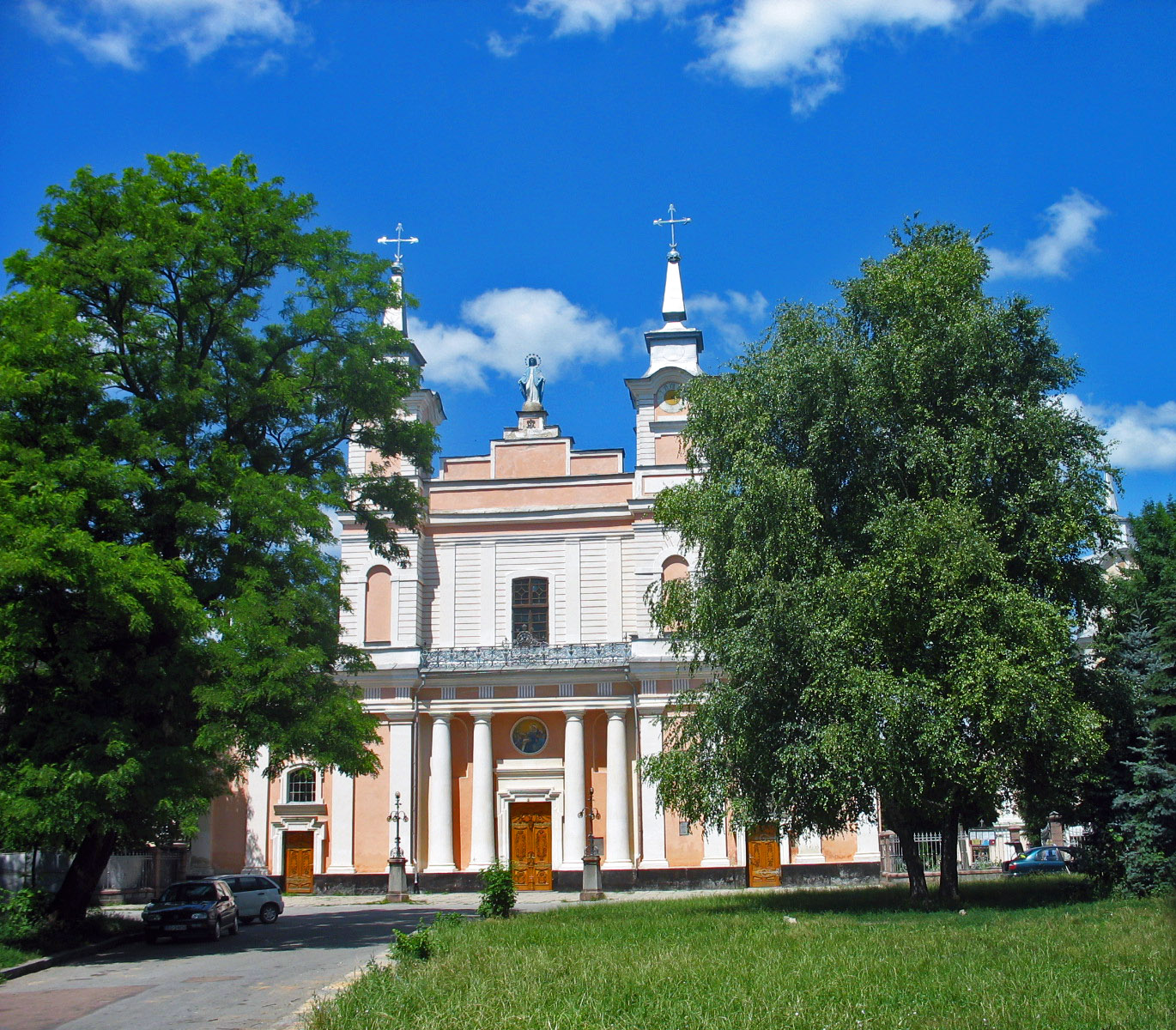
Catedral Católica de Santa Sophia
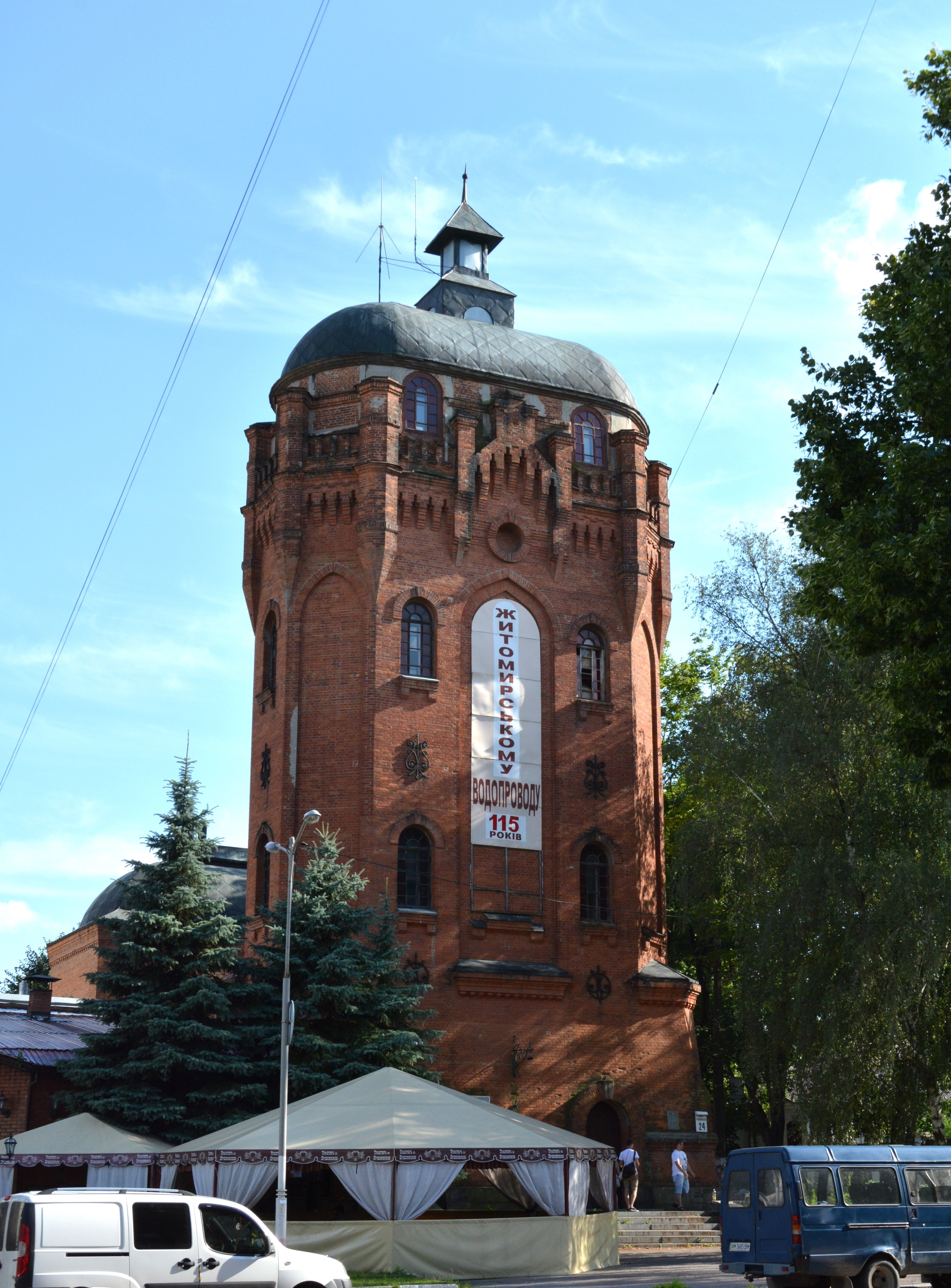
Castelo d'água
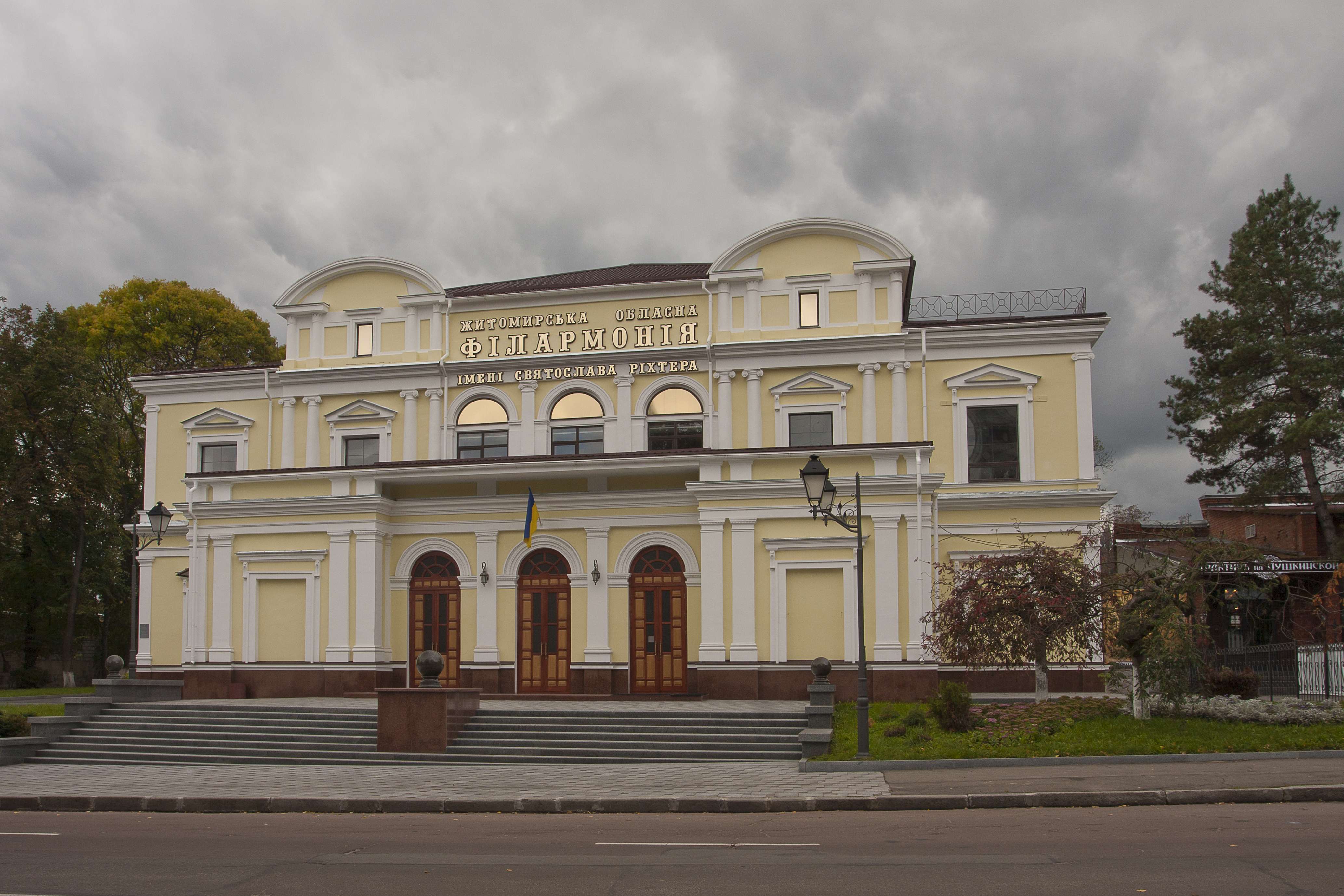
Filarmônica
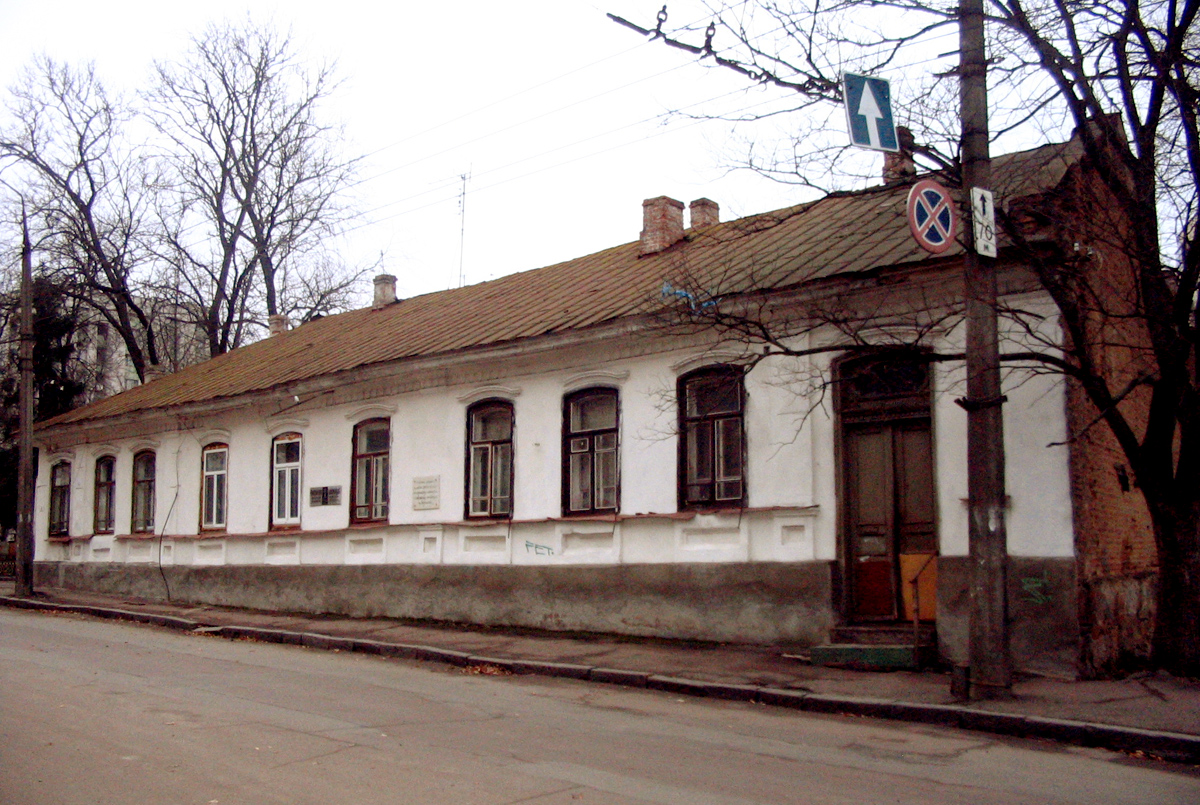
Casa de Józef Ignacy Kraszewski, um escritor polonês do século XIX
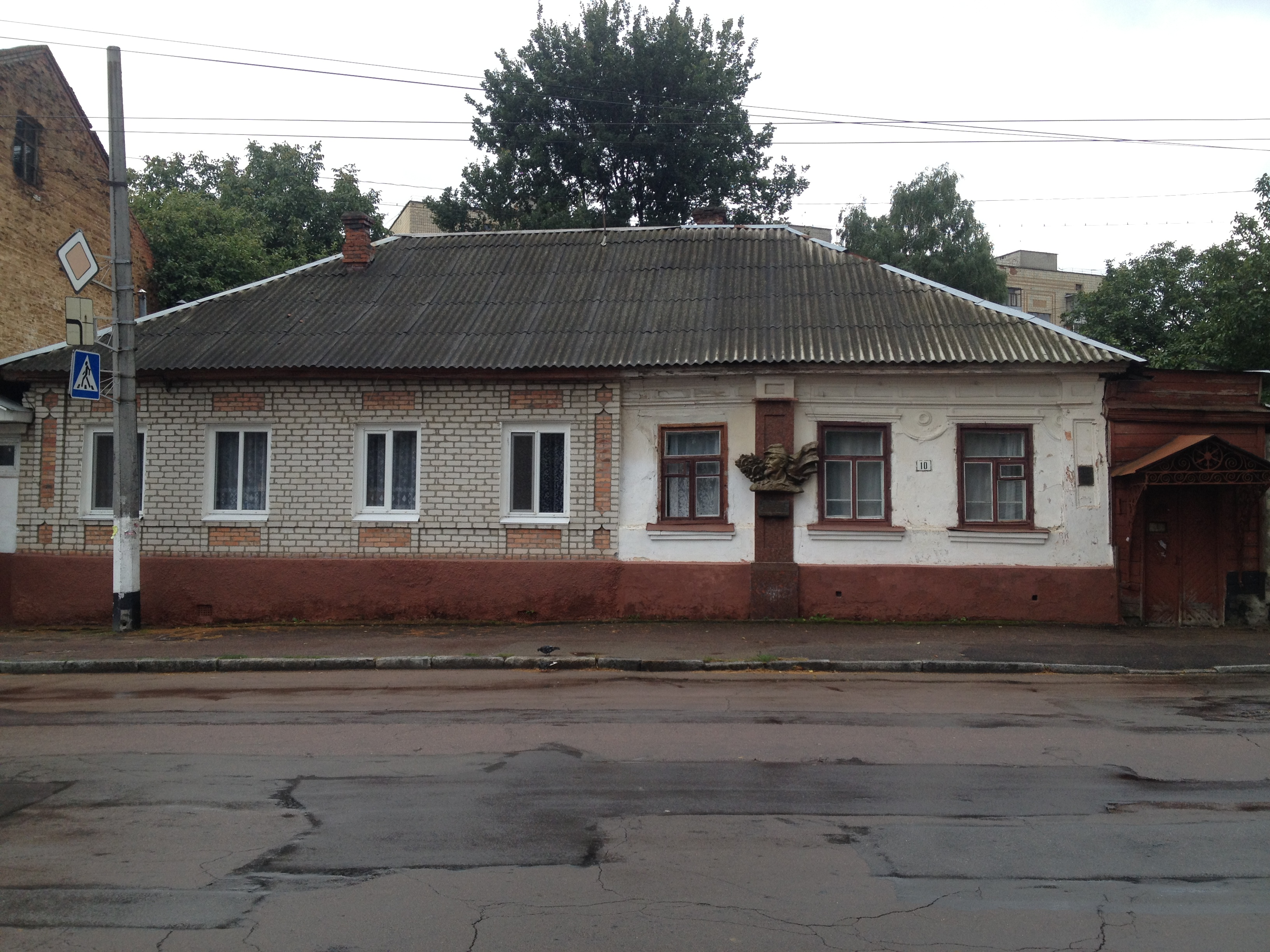
Casa de nascimento de Jarosław Dąbrowski, um ativista de independência polonês e revolucionário
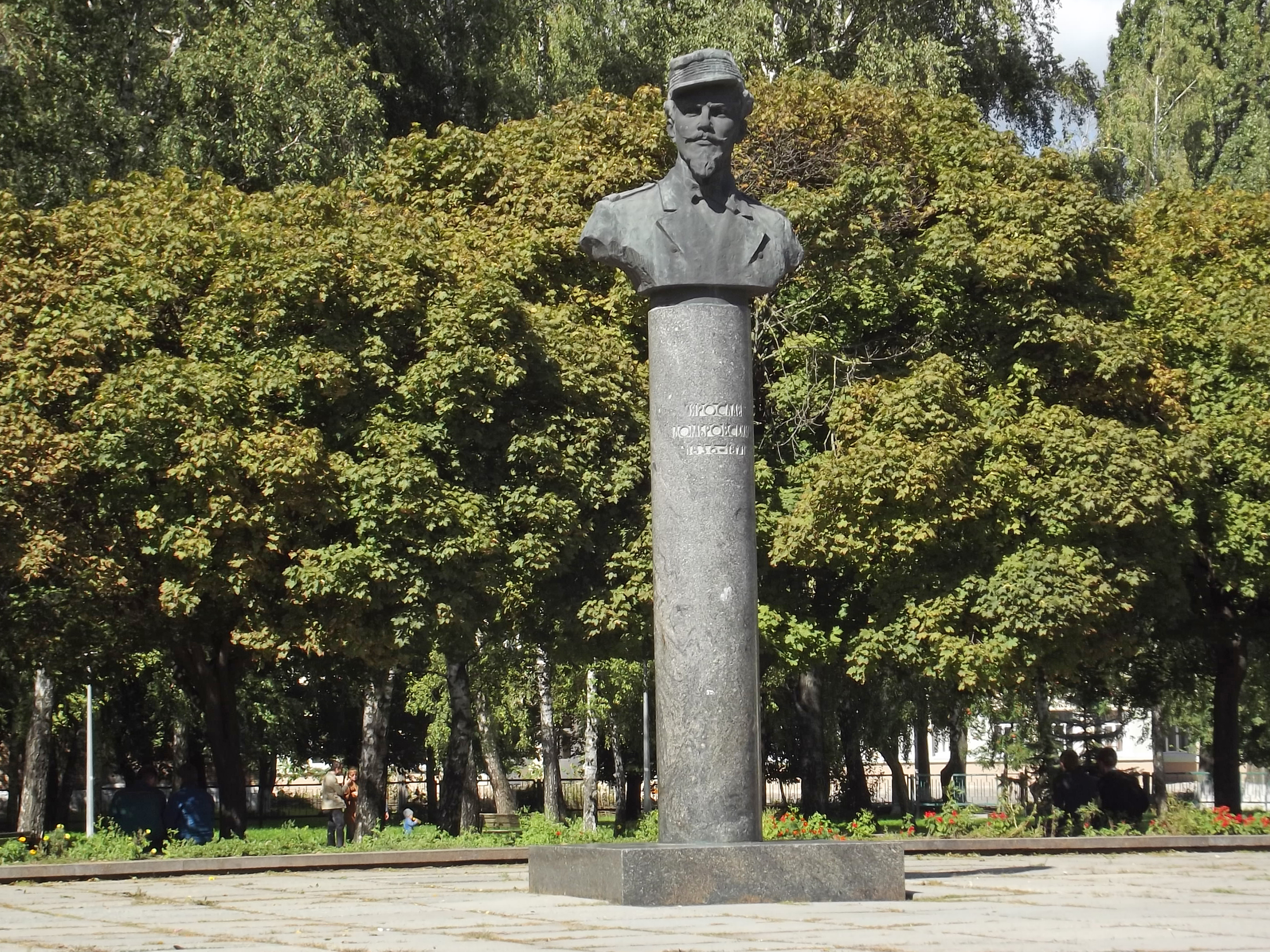
Monumento a Jarosław Dąbrowski